# Cryptophagus tuberculosus
Cryptophagus tuberculosus är en skalbaggsart som beskrevs av Mäklin 1852. Cryptophagus tuberculosus ingår i släktet Cryptophagus, och familjen fuktbaggar. Arten är reproducerande i Sverige.